# María Elvira Pombo Holguín
María Elvira Pombo Holguín (Bogotá, 1 de junio de 1960) es una diplomática colombiana.
Se desempeñó como Embajadora de Colombia en Brasil, Perú, Alemania y Portugal.

## Biografía
Inició su carrera en la diplomacia con la Dirección General de Protocolo del Ministerio de Relaciones Exteriores, en 1979. En 1981 se convirtió en segunda secretaria de la Embajada de Colombia en Viena. Posteriormente fue nombrada primera secretaria en esa embajada, puesto desde el cual comenzó a ejercer labores consulares, paralelamente a la representación alterna de Colombia ante la Organización de las Naciones Unidas para el Desarrollo Industrial (ONUDI) y ante el Organismo Internacional de Energía Atómica (OIEA).
En 1988 regresó a Colombia y trabajó en comisión en el Ministerio de Educación Nacional como enlace ante la Organización de Estados Americanos.
En 1994, bajo el gobierno de Ernesto Samper, fue nombrada Cónsul General en São Paulo y en 1996 dirigió la reapertura de la Oficina de Promoción Comercial y Económica de Colombia en São Paulo, dirigiendo las negociaciones comerciales y la promoción de las exportaciones colombianas en Brasil.  
Hacia 2007, en el gobierno de Álvaro Uribe fue nombrada presidenta de Proexport, entidad encargada de la promoción de exportaciones, inversiones y turismo de Colombia en el mundo.
Para 2010, en el gobierno de Juan Manuel Santos es elegida Embajadora en Brasil, cargo del cual pasa a ser, octubre de 2013, Embajadora en Perú, ejerciendo este cargo hasta su nombramiento como Embajadora en Alemania en noviembre de 2017. Fue embajadora en el país europeo hasta noviembre de 2018. En marzo de 2019, en el gobierno de Iván Duque asumió la Embajada de Colombia en Portugal, cargo que ejerció hasta octubre de 2021.
Su parentesco con la entonces canciller, María Ángela Holguín, le generó controversias en su designación.

## Familia
María Elvira es miembro de los círculos aristorcráticos de Bogotá, siendo integrante de las familias Pombo y Holguín, por sólo citar a su familia directa, ya que todas las líneas sanguíneas de su familia remontarían al siglo XVI, en ciudad como la propia Bogotá, y Popayán.
Es hija de Jaime Pombo Leyva y de María Elvira Holguín Umaña, siendo la menor entre 4 hermanosː Roberto, Germán y Diana Pombo Holguín.

### La familia de su padre
Su padre era nieto materno del militar y político colombiano Lisandro Leyva Mazuera, quien a su vez era sobrino nieto del general Domingo Caycedo y Sanz de Santamaría, quien ejerció 11 veces la presidencia de Colombia. La abuela de su padre, Margarita Pereira, era sobrina del expresidente Salvador Camacho Roldán, lo que convierte a María Elvira en sobrina tataranieta de Camacho.
Jaime Pombo, a su vez tenía tíos influyentes, hijos de su abuelo Lisandroː De su abuela Margarita era sobrino del médico Lisandro Leyva Pereira. De su abuelo, quien se casó en segundas nupcias con Elvira Urdaneta (tataranieta de Francisco Urdaneta, y sobrina tataranieta del expresidente Rafael Urdaneta), Jaime era sobrino de José Pablo y Jorge Leyva Urdaneta. Por esta línea, María Elvira es pariente de los hermanos Álvaro y Jorge Leyva Durán.

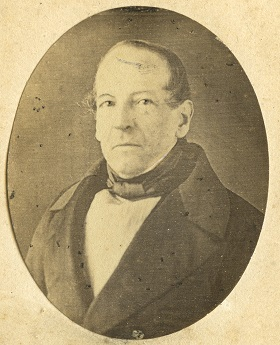
Lino de Pombo, uno de sus tíos bisabuelos paternos.

La familia paterna de su padre, los Pombo, tampoco escapan al ojo públicoː Jaime era nieto de Zenón de Pombo O'Donell, hermano del excanciller Lino de Pombo y tío del artista Rafael Pombo Rebolledo, por lo que María Elvira sería sobrina nieta de Rafael y sobrina bisnieta de Lino de Pombo. Los hermanos Zenón y Lino eran, a su vez, hijos del abogado Manuel de Pombo, quien estaba casado con una noble hispano-irlandesa. Sobrino de Zenón y Lino era el expresidente Julio Arboleda.
El bisabuelo de María Elvira, Zenón, era cuñado del abogado Miguel Arroyo Hurtado, quien a su vez era hijo del prócer Santiago Arroyo y Valencia, sobrino del banquero Pedro Agustín de Valencia (de quien descienden los Valencia de Popayán, como el expresidente Guillermo León Valencia y su nieta Paloma Valencia).

### La familia de su madre
Por otra parte, su madre era hija de Rafael Holguín Arboleda y de Clemencia Umaña de la Torre. Su padre era nieto del expresidente Jorge Holguín Mallarino, y de su esposa Cecilia Arboleda Mosquera (hija a su vez del expresidente Julio Aboleda y de Sofía Mosquera y Hurtado); a su vez era sobrino nieto del expresidente Carlos Holguín Mallarino.
Por esta línea, María Elvira es prima lejana de María Ángela Holguín, de Carlos Holguín Sardi, de Germán Holguín Zamorano, entre otros.